# Armorial des États de Languedoc

L'Armorial des États de Languedoc est un recueil contenant les armoiries des commissaires aux États, de leurs officiers, les armoiries du clergé, de la noblesse, des baronnies, des villes et des officiers de la province de Languedoc. 
L'ouvrage est publié à Paris, chez Jacques Vincent, le libraire attitré des États de Languedoc, qui avait déjà édité entre 1730 et 1747 l'Histoire générale de Languedoc des bénédictins Dom Claude Devic et Dom Joseph Vaissète. L'ouvrage se compose de 246 pages et 12 planches. Sa publication s'est étalée entre 1764 et 1767.
Les nombreuses planches d'armoiries gravées sur cuivre sont dues à Nicolas Chalmandrier. Denis-François Gastelier de La Tour, son auteur, avait prévu de faire de cet ouvrage la première partie d'un ensemble plus important : le Nobiliaire général de Languedoc, qui n'a jamais vu le jour.